# کهت نو
کهت نو یک منطقهٔ مسکونی در ایران است که در بخش دهج واقع شده‌است.